# Flagstaff (Arizona)
Flagstaff è una città e il capoluogo della contea di Coconino nell'Arizona settentrionale, nel sud-ovest degli Stati Uniti. Nel 2018 la popolazione stimata della città era di 73 964 abitanti, mentre l'area metropolitana combinata di Flagstaff ha una popolazione stimata di 139 097 abitanti. La città prende il nome da un pennone di pino giallo realizzato da alcuni scout di Boston durante una festa (nota come "Second Boston Party") per celebrare il centenario degli Stati Uniti il 4 luglio 1876.

## Geografia fisica
Secondo l'Ufficio del censimento degli Stati Uniti, ha una superficie totale di 63,91 mi² (165,53 km²). Flagstaff si trova vicino al confine sud-occidentale dell'altopiano del Colorado, lungo il lato occidentale della più grande foresta contigua di pini gialli negli Stati Uniti continentali. Flagstaff si trova accanto al Monte Elden, appena a sud delle San Francisco Peaks, la catena montuosa più alta dello stato dell'Arizona. L'Humphreys Peak, il punto più alto dell'Arizona a 3 851 metri sul livello del mare, si trova a circa 16 km a nord di Flagstaff nel Kachina Peaks Wilderness.

## Società

### Evoluzione demografica
Secondo il censimento del 2010, la popolazione era di 65 870 abitanti.

### Etnie e minoranze straniere
Secondo il censimento del 2010, la composizione etnica della città era formata dal 73,4% di bianchi, l'1,9% di afroamericani, l'11,7% di nativi americani, l'1,9% di asiatici, lo 0,2% di oceanici, il 7,3% di altre etnie, e il 3,6% di due o più etnie. Ispanici o latinos di qualunque etnia erano il 18,4% della popolazione.

## Economia
Mentre inizialmente l'economia di Flagstaff si basava sulle industrie del legname, della ferrovia e dell'allevamento, oggi la città rimane un importante centro di distribuzione per aziende come Nestlé Purina PetCare ed è sede dell'Osservatorio Lowell, dell'Osservatorio navale degli Stati Uniti, della stazione Flagstaff dello United States Geological Survey e della Northern Arizona University.
Flagstaff ha inoltre un forte settore turistico, grazie alla sua vicinanza al parco nazionale del Grand Canyon, all'Oak Creek Canyon, all'Arizona Snowbowl, al Meteor Crater e alla storica Route 66. La città è anche un centro in crescita per la produzione medica e biotecnologica, ed è sede di aziende come SenesTech e W.L. Gore and Associates.

## Amministrazione

### Gemellaggi
- Barnaul;
- Città di Blue Mountains;
- Distretto di Xindian;
- Manzanillo;
- Partido di Tres de Febrero